# 白石洲駅
白石洲駅（はくせきしゅうえき）は中華人民共和国深圳市南山区に位置する深圳地下鉄羅宝線（1号線）の駅である。

## 駅構造
- 島式ホーム1面2線を有する地下駅。開業当初からホームドア設置。

| 羅宝線ホーム (B2F) | ←■羅宝線 機場東方面 |
| 羅宝線ホーム (B2F) | 島式ホーム          |
| 羅宝線ホーム (B2F) | ■羅宝線 羅湖方面→   |

## 歴史
- 2009年9月28日 - 開業。

## 隣の駅
深圳地下鉄
■羅宝線（1号線）
高新園駅 - 白石洲駅 - 世界之窓駅